# Mario Castillo
Mario Alfonso Castillo Díaz (San Miguel, 1957. október 30. – ) salvadori válogatott labdarúgó.

## Pályafutása

### Klubcsapatban
1972 és 1977 között az Águila játékosa volt, melynek tagjaként három salvadori bajnoki címet (1972, 1976, 1977) szerzett és 1976-ban megnyerte a CONCACAF-bajnokok kupáját. 1978 és 1983 között a Santiagueño csapatában játszott és 1980-ban újabb bajnoki címet szerzett. 1984 és 1985 között az Alianzát erősítette. 1987-ben az Águila színeiben fejezte be a pályafutását. 

### A válogatottban
1979 és 1982 között szerepelt a salvadori válogatottban. Részt vett az 1982-es világbajnokságon, ahol a Magyarország elleni csoportmérkőzésen kezdőként lépett pályára. Belgium és Argentína ellen nem kapott lehetőséget.

## Sikerei
Águila
- Salvadori bajnok (3): 1972, 1975–76, 1976–77
- CONCACAF-bajnokok kupája (1): 1976

Santiagueño
- Salvadori bajnok (1): 1979–80